# حيرام الأول
حيرام الأول (في العبرية: חִירָם، «المولد العالي»؛ في العبرية الحديثة حيرام، في اللفظة الطبرية حيّرآم، في العربية الحديثة: حيرام أو أحيرام، ويسمى أيضًا حيروم أو حورام)  كان ملكًا فينيقيًا على صور، وفي عهده نمت المدينة من منطقة تابعة لصيدون (يرجح أن تكون عاصمتها) إلى أهم المدن الفينيقية وصاحبة إمبراطورية تجارية كبيرة، وضمت العديد من المناطق الفينيقية المجاورة. قمع حيرام تمرد مستعمرة تيرين الأولى في أوتيكا، بالقرب من موقع قرطاج لاحقًا.

## فتره حكمه حسب الأسفار العبرية
وفقًا للكتاب المقدس العبري، حسبت سنوات حكمه من قبل البعض من 980 إلى 947 قبل ميلاد المسيح، سبقه والده أبي بعل. خلف بعد حيرام ابنه بعل إسير الأول ملكًا على صور. ورد ذكر حيرام أيضًا في كتابات ميناندر من أفسس [الإنجليزية] (أوائل القرن الثاني قبل الميلاد)، كما حفظ في كتاب يوسيفوس "في مواجهة أبيون" [الإنجليزية]، والذي يضيف إلى رواية الكتاب المقدس. وفقًا ليوسيفوس، عاش حيرام 53 عامًا وحكم 34 منها. يُستمد تاريخ بداية حكم حيرام من كتابات المؤرخ اليهودي الروماني يوسيفوس فلافيوس الذي يستشهد بسجلات بلاط صور وكتابات المؤرخ ميناندر من إيفسوس،  مشيرا إلى مرور 143 عامًا بين بداية تشييد معبد سليمان حتى تأسيس قرطاج (أو حتى رحلة الأميرة أليسار التي أدت إلى تأسيسها). روى يوسيفوس أيضًا أن عهد حيرام بدأ قبل هذا الحدث بـ 155 عامًا و8 أشهر، وأن بناء هيكل سليمان بدأ في العام الثاني عشر من حكم حيرام، والذي سيكون قبل 143 عامًا من بناء قرطاج.
يقول الكتاب المقدس العبري أنه تحالف مع داود، ملك المملكة المتحدة الإسرائيلية وأن حرفيه قاموا ببناء قصر داود في أوراشليم بعد استيلائه على المدينة، إضافةً إلى بناء أسطول وسفن تجارية.   تم بناء القصر باستخدام أرز لبنان. بعد وفاة داود، حافظ حيرام على تحالفه مع ابن داود وخليفته سليمان، مرة أخرى على قدم المساواة ("אחי"، بمعنى «أخي»)    من خلال التحالف مع سليمان، أمن حيرام على نفسه من الوصول إلى طرق التجارة الرئيسية لمصر، الجزيرة العربية، وبلاد ما بين النهرين. كما افتتح الملكان بشكل مشترك طريقًا تجاريًا عبر البحر الأحمر، يربط بين ميناء إسرائيل في عصيون جابر بأرض تسمى أوفير. تشير بعض المدارس الفكرية إلى أن أرض أوفير هذه كانت في الفيليپين أو مدينة سوپارا الساحلية بالقرب من مومباي الحديثة (بومباي)، الهند.
ووفقًا للكتاب المقدس، إغتنى كلا الملكين من خلال هذه التجارة، وأرسل حيرام المهندسين المعماريين، العاملين، خشب الأرز، والذهب لبناء الهيكل الأول في أوراشليم. يقول يوسيفوس إنه وسّع أيضًا ميناء تيرين، ووسّع مدينة صور من خلال الانضمام إلى الجزيرتين اللتين بُنيت عليهما صور البحرية، وبنى قصرًا ملكيًا ومعبدًا لميلقرت (مواجهة أپيون الفصل 17). ومع ذلك، لم يجد علم الآثار الحديث أي دليل على هذه التوسعات.

ينوه العلم البريطاني ويليام بارنز [الإنجليزية] (1801-1886) إلى أن التأريخ لبدء بناء الهيكل باستخدام بيانات صور هو شأن «مستقل تمامًا» عن طريقة اشتقاق ذلك التاريخ باستخدام البيانات المكتوبة.

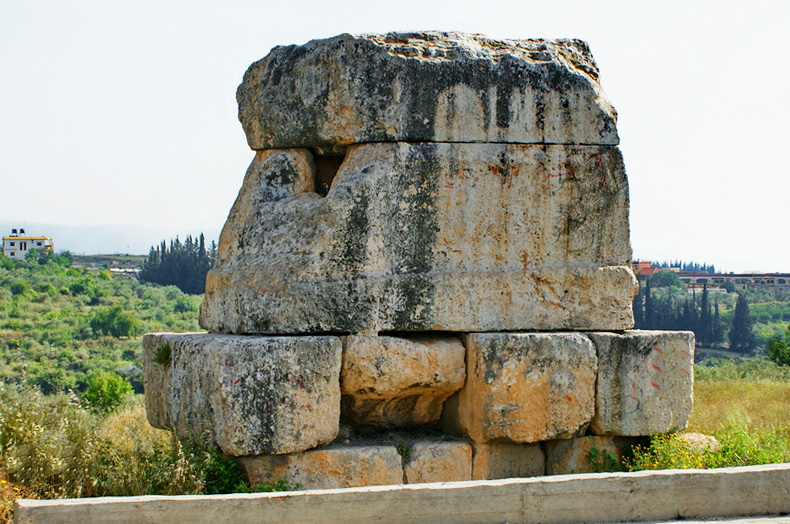
"ضريح حيرام" في عام 2009

## ضريح وناووس حيرام
يعود تاريخ «ضريح حيرام» (قبر أو ناووس حيرام) إلى الفترة الفارسية، أي إلى بعد 4-6 قرون من الزمن الذي المفترض لحيرام حسب الأسفار العبرية. يقع الضريح على بعد 6 كلم جنوب شرق صور، قرب قرية الهناوي على طريق قانا. له شكل تابوت ضخم من الحجر الجيري الكلسي على جرن كقاعدة.
إكتشفه العالم الفرنسي بالآثار المصرية بيير مونته سنة 1923، في جبيل - بيبلوس. وقد ظهر على الناووس اسم الملك حيرام منقوشًا باللغة الفينيقية، وقد سميّ حينذاك بناووس ملك جبيل بعد ترجمة النقش وإكتشاف أن ملك جبيل هو من بناه.
وقد أثبت هذا النقش على أن الأبجدية الفينيقية كانت منتشرة على شواطئ جبيل حيث يرجح أنها إنطلقت من هناك، وقد ساعد هذا النقش على الأبحاث العلمية والألسنية عن اللغة الفينيقية أول أبجدية في التاريخ البشريّ.
هذه هي الترجمة الحرفية من اللغة الفينيقية لما نُقش على الضريح: «ناووسٌ صنعه ايطوبعل بن حيرام، ملك جبيل، لأبيه أحيرام كمسكن للأبد. فإذا ملكٌ من الملوك، أو حاكمٌ من الحكام أقام الحرب على جبيل، وكشف هذا الناووس، يُحطَّم صولجان سلطته، ويُدَركّ عرش ملكه، ويسود السلام جبيل. أما من يمحو هذه الكتابة، فليدب في فوهة الجحيم.»

## في الأدب الحديث
الملك حيرام هو شخصية في قصة السفر عبر الزمن العاج، والقرود، والطاواويس (1983) من تأليف بول أندرسون.

## تسميات
في عام 1829، أُسست بلدة صور في الولايات المتحدة الأمريكية ومن المفترض أن يكون اختيار اسمها مستوحًا من صور القديمة عندما اختير الاسم، وفقًا لمؤرخ المدينة في مقاطعة سينيكا الشمالية بولاية نيويورك. وبالمثل، فإن مزرعة حيرام لاي للرصف بالحصى، والموجودة في السجل الوطني للأماكن التاريخية، قد سميت على ما يبدو باسم الملك الفينيقي.
في مدينة صور جنوب لبنان، يوجد حي يسمى حي حيرام، يقع في بلدية العباسات شمال صور. يقع مستشفى حيرام في هذا الحي وبالقرب منه توجد صيدلية حيرام. في وسط بلدية صور الشارع الرئيسي سميت حيرام (مكتوبة Hyram على خرائط چوچل). ويسمى أيضًا شارع الحمرا وكان سابقًا يضم سينما الحمرا. يعاني شارع حيرام من الازدحام المروري، تلوث الهواء، والضوضاء.

## طالع أيضًا
- العلاقات التاريخية بين الفينيقيين وممالك إسرائيل القديمة